# Zachód (Szczecin)
Zachód – dzielnica obejmująca zachodnią część miasta Szczecina, która grupuje 9 jednostek pomocniczych miasta – osiedli. Według danych z 8 marca 2015 w dzielnicy zameldowanych na pobyt stały było 114 335 osób.
W latach 1954–1975 nosiła nazwę „Pogodno”. Obecna dzielnica została ustanowiona w 1990 roku.

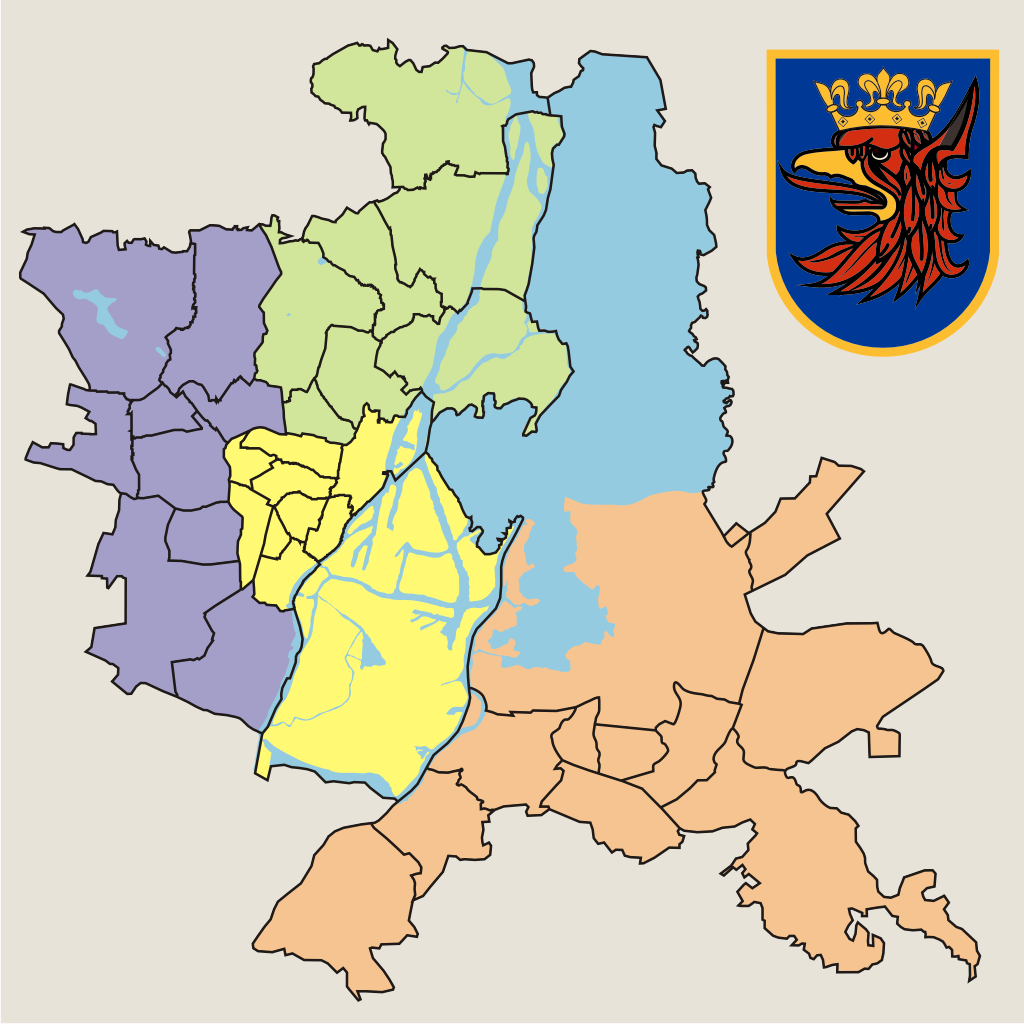
Dzielnice Szczecina:
Zachód
Śródmieście
Północ
Prawobrzeże

     Zachód
     Śródmieście
     Północ
     Prawobrzeże

## Osiedla
Zachód składa się z 9 osiedli administracyjnych:
| Nazwa                 | Liczba mieszkańców | Zdjęcie | Położenie na mapie |
| --------------------- | ------------------ | ------- | ------------------ |
| Arkońskie-Niemierzyn  | 11288              |         |                    |
| Głębokie-Pilchowo     | 1234               |         |                    |
| Gumieńce              | 20664              |         |                    |
| Krzekowo-Bezrzecze    | 3999               |         |                    |
| Osów                  | 3886               |         |                    |
| Pogodno               | 24359              |         |                    |
| Pomorzany             | 20717              |         |                    |
| Świerczewo            | 16034              |         |                    |
| Zawadzkiego-Klonowica | 12104              |         |                    |

## Położenie
Graniczy z dzielnicami:
- Północ na północnym wschodzie,
- Śródmieście na południowym wschodzie,

oraz z gminami powiatu polickiego:
- Police na północnym zachodzie,
- Dobra (Szczecińska) na zachodzie,
- Kołbaskowo na południu.